# Lo Mèl
Lou Mèl, Melle (italià) o ël Mél (en piemontès) és un municipi italià, de la regió del Piemont. L'any 2007 tenia 326 habitants. És a la Val Varacha, dins de les Valls Occitanes. Limita amb els municipis de Brossasc, Cartignano, Fraisse, Roccabruna, San Damiano Macra i Valmala.